# Pierre Curie
Pierre Curie (født 15. maj 1859, Paris, død 19. april 1906, Paris) var en fransk fysiker og pioner i studiet af magnetisme og radioaktivitet. Han var internationalt kendt og opdagede sammen med sin bror Jacques piezo-elektricitet. I 1895 blev han doktor med en afhandling om magnetisme, som indeholder Curies lov. Han blev i 1895 gift med Marie Curie fra Polen. Han blev også, sammen med sin kone, Marie, tildelt Nobelprisen i fysik i 1903. Han døde i 1906 i en trafikulykke.